# Ongudajskij rajon
L'Ongudajskij rajon (in russo Онгудайский район?) è un municipal'nyj rajon della Repubblica autonoma dell'Altaj, nella Russia asiatica. Istituito nel 1924, occupa una superficie di 11.744 chilometri quadrati, ha come capoluogo Ongudaj e nel 2010 ospitava una popolazione di circa 15.000 abitanti.